# Palosaaret (ö i Södra Savolax, S:t Michel, lat 61,20, long 27,14)
Palosaaret är en ö i Finland. Den ligger i sjön Korpijärvi och i kommunen Mäntyharju i den ekonomiska regionen  S:t Michel och landskapet Södra Savolax, i den södra delen av landet, 160 km nordost om huvudstaden Helsingfors. Öns area är 1,3 hektar och dess största längd är 200 meter i sydväst-nordöstlig riktning.  Notera att namnet antyder att det är fråga om flera öar.